# Onyctenus sonnerati
Onyctenus sonnerati is een keversoort uit de familie van oliekevers (Meloidae). De wetenschappelijke naam van de soort is voor het eerst geldig gepubliceerd in 1828 door LePeletier & Audinet-Serville.